# 瓦克穆兰
瓦克穆兰（法語：Wacquemoulin，法語發音：[wakmulɛ̃]）是法国瓦兹省的一个市镇，属于克莱蒙区。

## 地理
瓦克穆兰（49°30'10"N, 2°37'0"E）面积6.66 平方千米，位于法国上法蘭西大區瓦兹省，该省份为法国北部内陆省份，北起索姆省，西接厄尔省和滨海塞纳省，南至塞纳-马恩省和瓦兹河谷省，东临埃纳省。
与瓦克穆兰接壤的市镇（或旧市镇、城区）包括：梅内维莱尔、梅里拉巴塔耶、蒙捷、穆瓦耶讷维尔、阿龙德河畔讷维、拉讷维尔鲁瓦。

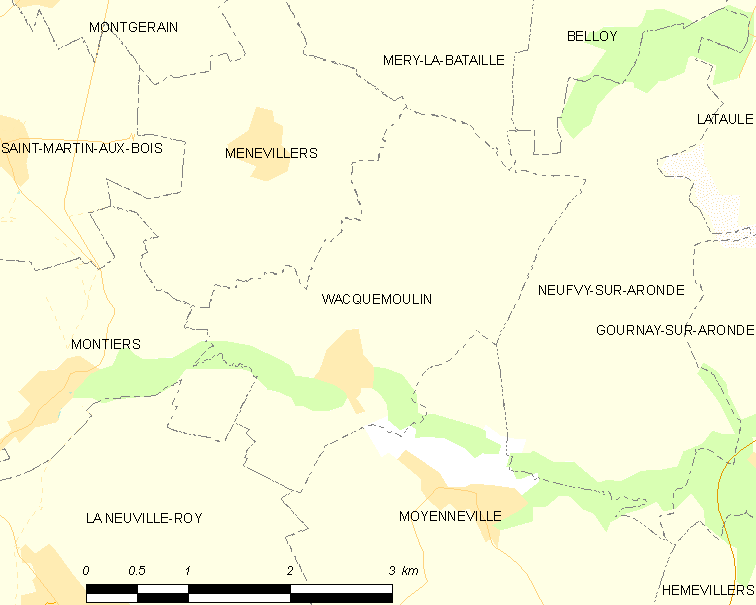
瓦克穆兰的OSM定位图

瓦克穆兰的时区为UTC+01:00、UTC+02:00（夏令时）。

## 行政
瓦克穆兰的邮政编码为60420，INSEE市镇编码为60698。

## 政治
瓦克穆兰所属的省级选区为埃斯特雷圣但尼县。

## 人口

1962-2008年间瓦克穆兰人口变化图示

瓦克穆兰于2022年1月1日时的人口数量为279人。